# Талхајм (Хајлброн)
Талхајм (њем. Talheim) град је у њемачкој савезној држави Баден-Виртемберг. Једно је од 46 општинских средишта округа Хајлброн. Према процјени из 2010. у граду је живјело 4.830 становника. Посједује регионалну шифру (AGS) 8125094.

## Географски и демографски подаци
Талхајм се налази у савезној држави Баден-Виртемберг у округу Хајлброн. Град се налази на надморској висини од 236 метара. Површина општине износи 11,6 km². У самом граду је, према процјени из 2010. године, живјело 4.830 становника. Просјечна густина становништва износи 416 становника/km².